# Jamkhed
Jāmkhed är en ort i Indien.   Den ligger i distriktet Ahmadnagar och delstaten Maharashtra, i den centrala delen av landet, 1 100 km söder om huvudstaden New Delhi. Jāmkhed ligger 599 meter över havet och antalet invånare är 34 017.
Terrängen runt Jāmkhed är platt åt sydväst, men åt nordost är den kuperad. Runt Jāmkhed är det ganska tätbefolkat, med 160 invånare per kvadratkilometer. Jāmkhed är det största samhället i trakten. Trakten runt Jāmkhed består till största delen av jordbruksmark.